# غموض
في علم اللغة والفلسفة، التكهن الغامض هو ما يؤدي إلى مسائل فاصلة. على سبيل الذكر، إطلاق صفة «طويل» على شخص متوسط الطول تكون غامضة لأنها ليست صحيحة أو خاطئة على نحو واضح. على النقيض من ذلك، فإن كلمة «عدد أولي» ليست غامضة نظرًا لأن كل عدد إما أن يكون أوليًا أو لا. عادة ما يُشخّص الغموض من خلال قدرة المسند على إثارة مفارقة الكومة أو مفارقة سوريتس. يختلف الغموض عن التباس الذي يكون للمصطلح فيه دلالات متعددة. على سبيل المثال، تُعتبر كلمة «مصرف» غامضة لأنها يمكن أن تشير إما إلى ضفة نهر أو إلى مؤسسة مالية، ولكن لا توجد حالات فاصلة بين كلا التفسيرين.
الغموض هو موضوع رئيسي للبحث في المنطق الفلسفي، إذ يمثل تحديًا محتملًا للمنطق الكلاسيكي. سعى العمل على الدلالات الرسمية إلى توفير دلالات تركيبية للتعبيرات الغامضة في اللغة الطبيعية. تناول العمل في فلسفة اللغة الآثار المترتبة على الغموض لنظرية المعنى، بينما نظر الميتافيزيقيون فيما إذا كان الواقع نفسه غامضًا.

## أهمية
لمفهوم الغموض أهمية فلسفية. لنفترض أن المرء يريد التوصل إلى تعريف «الحق» بالمعنى الأخلاقي. يريد المرء تعريفًا يشمل الأفعال التي يتضح أنها صحيحة واستبعاد الأفعال الخاطئة، ولكن ماذا يفعل المرء بالحالات الفاصلة؟ فبالتأكيد، يوجد مثل هذه الحالات. يقول بعض الفلاسفة إنه يجب على المرء أن يحاول التوصل إلى تعريف غير واضح في تلك الحالات فقط. ويقول آخرون إن للمرء مصلحة في جعل تعريفاته أكثر دقة مقارنة با تسمح به اللغة العادية، أو مفاهيمها العادية؛ ويوصون بتعريف واحد يحدد التعاريف بدقة.

### في القانون
يُعتبر الغموض أحد المشاكل التي تظهر في القانون، وفي بعض الحالات، يتعين على القضاة التحكيم بشأن ما إذا كانت قضية فاصلة تستوفي مفهومًا غامضًا معينًا أو لا. من الأمثلة على ذلك الإعاقة (ما مقدار فقدان البصر المطلوب قبل أن يكون المرء أعمى بموجب القانون؟)، والحياة البشرية (في أي مرحلة من الحمل إلى الولادة يُعتبر الشخص إنسانًا في القانون يتوجب حمايته، على سبيل المثال، بموجب القوانين المناهضة للقتل؟)، ومرحلة البلوغ (التي تنعكس بشكل مألوف في السن القانونية للقيادة والشرب والتصويت والجنس بالتراضي وما إلى ذلك) والعرق (كيفية تصنيف شخص من أصل عرقي مختلط)، وما إلى ذلك. حتى مثل هذه المفاهيم التي لا لبس فيها على ما يبدو، مثل الجنس البيولوجي، يمكن أن تخضع لمسائل الغموض، ليس فقط من التحولات الجنسية للمتحولين جنسيًا ولكن أيضًا من بعض الحالات الجينية التي يمكن أن تعطي فردًا مختلطًا من الذكور والإناث سمات بيولوجية (اطلع على ثنائي الجنس).

### في العلم
العديد من المفاهيم العلمية غامضة، فعلى سبيل المثال لا يمكن تعريف الأنواع في علم الأحياء بدقة، وذلك بسبب حالات غير واضحة مثل الأنواع الحلقية. مع ذلك، يمكن تطبيق مفهوم الأنواع بوضوح في الغالبية العظمى من الحالات. يوضح هذا المثال أن القول بأن التعريف «غامض» ليس بالضرورة أن يكون انتقادًا. ضع في اعتبارك تلك الحيوانات في ألاسكا التي تكون قوية البنية والذئاب: هل هي كلاب؟ ليس أمرًا واضحًا، إذ إنها حالات حدودية للكلاب. هذا يعني أن مفهوم المرء العادي للكلاب ليس واضحًا بما يكفي للسماح لنا بالحكم بشكل قاطع في هذه الحالة.

## مناهج
يُعتبر السؤال الفلسفي حول أفضل معاملة لنظرية للغموض -والذي يرتبط ارتباطًا وثيقًا بمسألة مفارقة الكومة، والمعروفة كذلك بمفارقة سوريتس - موضوع الكثير من الجدل الفلسفي.

### منطق ضبابي
أحد الأساليب النظرية هو المنطق الضبابي، الذي طوره عالم الرياضيات الأمريكي لطفي زاده. يقترح المنطق الضبابي انتقالًا تدريجيًا بين «الزيف الكامل»، على سبيل المثال، قول إن «بيل كلينتون أصلع» إلى «الحقيقة الكاملة»، على سبيل المثال، «باتريك ستيوارت أصلع». في المنطق العادي، هناك قيمتان فقط للحقيقة: «صحيح» و«خاطئ». يختلف المنظور الغامض من خلال إدخال عدد لا حصر له من قيم الحقيقة على طول طيف بين الحقيقة الكاملة والزيف الكامل. يمكن تمثيل الحق الكامل بـ «1»، والزيف الكامل بـ «0». يُعتقد أن الحالات الفاصلة لها «قيمة الحقيقة» في أي مكان بين 0 و 1 (على سبيل المثال، 0.6). من المنادين بنهج المنطق الضبابي ماشينا (1976) ودوروثي إدغينغتون (1993).

### تقييمية عليا
يُعرف نهج نظري آخر باسم «التقييمية العليا». دافع كيت فاين وروزانا كيف عن هذا النهج. يجادل فاين بأن التطبيقات الفاصلة للمسوغات الغامضة ليست صحيحة ولا خاطئة، بل هي أمثلة على «فجوات في قيمة الحقيقة». يدافع عن نظام مثير للاهتمام ومتطور من الدلالات الغامضة، بناءً على فكرة أن التكهن الغامض قد يكون «دقيقًا» بعدة طرق بديلة. ويترتب على هذا النظام أن الحالات الفاصلة ذات الشروط الغامضة تسفر عن بيانات غير صحيحة ولا خاطئة.
بالنظر إلى دلالات التقييمية العليا، يمكن للمرء تعريف «الحقيقة العليا» المسندة على أنها «صحيحة ودقيقة». لن يغير هذا المسند دلالات العبارات (على سبيل المثال «فرانك أصلع»، عندما يكون فرانك حالة حدودية من الصلع)، ولكن له عواقب على العبارات المعقدة منطقيًا. خصوصًا، فإن حزم منطق الجمل، مثل «فرانك أصلع أو فرانك ليس أصلعًا»، ستتضح أنها فائقة الصدق، لأنه في أي تحديد دقيق للصلع، إما «فرانك أصلع» أو «فرانك ليس أصلع» سيكون صحيحًا. نظرًا لأن وجود حالات حدودية تبدوا أنها تهدد مبادئ مثل هذه (الوسط المستبعد)، فإن حقيقة أن التقييمية العليا يمكن أن «تنقذها» يُنظر إليها على أنها فضيلة.

### تقييمية دنيا
التقييمية الدنيا هي ثنائية منطقية للتقييمية العليا، دافع دومينيك هايد عنها (2008) وبابلو كوبريروس (2011). في حين أن التقييمية العليا تصف الحقيقة بأنها «حقيقة عليا»، تصف التقييمية الدنيا الحقيقة بأنها «ناقصة»، أو «صحيحة على الأقل في بعض التحديدات».
تقترح التقييمية الدنيا أن التطبيقات الحدية للمصطلحات الغامضة صحيحة وخاطئة. وبالتالي فإنها تحتوي على «تخمة قيمة الحقيقة». وفقًا لهذه النظرية، فإن العبارة الغامضة صحيحة إذا كانت صحيحة في أمر دقيق واحد على الأقل وكاذبة إذا كانت خاطئة بموجب أمر دقيق واحد على الأقل. إذا ظهر بيان غامض وكاذب مرة أخرى، فيُعتبر صحيحًا وخاطئًا. ترقى التبعية في نهاية المطاف إلى الادعاء بأن الغموض ظاهرة متناقضة حقًا. من حالة حدودية لـ «رجل أصلع» سيكون من الصحيح والخطأ أن نقول إنه أصلع، وصحيح وكاذب على حد سواء أن نقول إنه ليس أصلع.

### وجهة نظر معرفية
ظهر نهج رابع، يُعرف باسم «وجهة النظر المعرفية»، ودافع تيموثي ويليامسون (1994) وسورنسن (1988) و(2001) ونيكولاس ريشر (2009) عنه. أبقوا على أن الأسس الغامضة ترسم، في الواقع، حدودًا فاصلة، لكن لا يمكن معرفة أين هذه الحدود. إن ارتباك المرء حول ما إذا كانت هناك كلمة غامضة تنطبق أم لا في حالة حدودية يُعزى إلى جهله. على سبيل المثال، من وجهة نظر المعرفة، هناك حقيقة في الأمر، لكل شخص، حول ما إذا كان هذا الشخص كبيرًا في السن أم لا؛ بعض الناس يجهلون هذه الحقيقة.

### خاصية للأشياء
أحد الاحتمالات هو أن كلمات ومفاهيم المرء دقيقة تمامًا، لكن الكائنات نفسها غامضة. ضع في اعتبارك مثال بيتر أونغر حول السحابة (من ورقته الشهيرة عام 1980، «مشكلة الكثير»): ليس من الواضح أين تقع حدود السحابة؛ لأي جزء معين من بخار الماء، يمكن للمرء أن يسأل عما إذا كان جزءًا من السحابة أم لا، ولن يعرف المرء الإجابة على العديد من هذه الأجزاء. لذلك ربما يشير مصطلح «السحابة» إلى كائن غامض على وجه التحديد. لم تُستقبل هذه الاستراتيجية جيدًا، ويُعزى ذلك جزئيًا إلى ورقة غاريث إيفانز «هل يمكن أن تكون هناك أشياء غامضة؟». يبدو أن حجة إيفانز تخلص إلى أنه لا يمكن أن تكون هناك هويات غامضة (مثل «برينستون = برينستون بورو»)، ولكن كما أوضح لويس (1988)، فإن إيفانز يعتبر أن هناك في الواقع هويات غامضة، وأن أي دليل على عكس ذلك لا يمكن أن يكون صحيحًا. نظرًا لأن الإثبات الذي خلص إيفانز إليه يعتمد على افتراض أن المصطلحات تشير بدقة إلى الأشياء الغامضة، فإن المعنى الضمني هو أن افتراض خاطئ، وبالتالي فإن رؤية الكائنات الغامضة خاطئة.
مع ذلك، من خلال اقتراح قواعد استنتاج بديلة تنطوي على قانون لايبنتز أو قواعد أخرى للصلاحية، فإن بعض الفلاسفة على استعداد للدفاع عن الغموض الأنطولوجي باعتباره نوعًا من الظاهرة الميتافيزيقية. منهم بيتر فان إنواغن (1990) وترينتون ميريكس وتيرينس بارسونز (2000).